# 프랑크인 열왕편년사

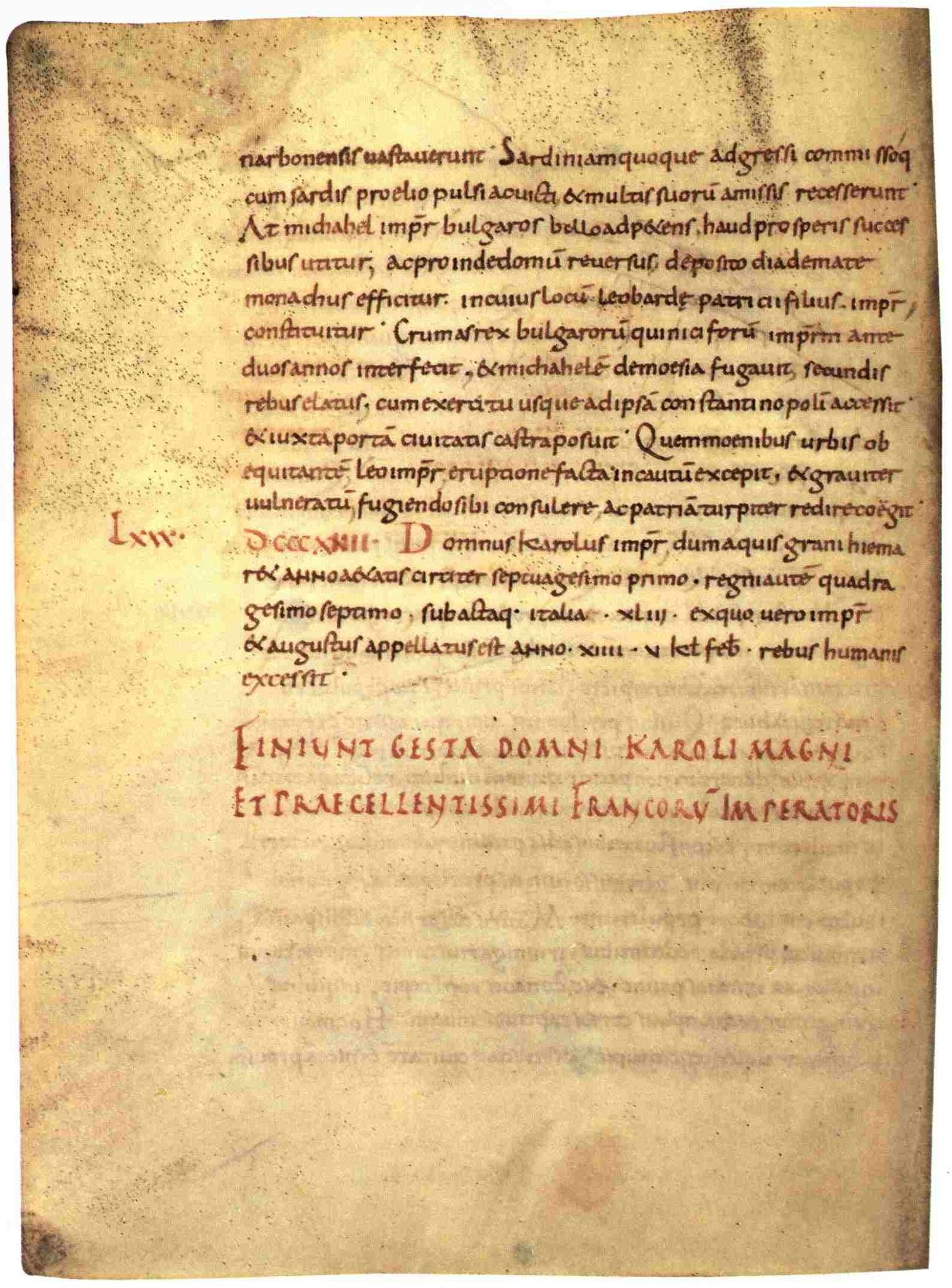

『프랑크인 열왕편년사』(라틴어: Annales regni Francorum 아날레스 레그니 프랑코룸[*])는 8세기9세기 초 사이에 라틴어로 쓰인 역사서다. 741년 카롤루스 마르텔루스 궁재의 사망 때부터 829년 루도비쿠스 1세 피우스 위기의 시작 때까지를 편년체로 기술했다. 저자는 불명이나 빌헬름 폰 기제브레히트는 아른 폰 잘츠부르크 대주교가 저자라고 추정했다. 그 내용이 매우 내밀하고 상세하기에, 저자가 누구든 간에 왕실 가까운 곳에서 왕을 모신 인물이었을 것으로 추측된다. 또한 프랑크 왕국이 패배한 부분은 얼버무리는 경향이 있기 때문에 카롤루스조의 선전선동 용도로 편찬되었음을 짐작케 한다. 그래도 카롤루스 1세 마그누스 치세의 정치군사사의 매우 중요한 문헌이 된다.